# درنگوو
درنگوو (به لاتین: Drangovo) یک منطقهٔ مسکونی در بلغارستان است که در شهرستان کیرکوفو واقع شده‌است.